# Mbalizi Road
Mbalizi Road è una circoscrizione urbana (urban ward) della Tanzania situata nel distretto urbano di Mbeya, regione di Mbeya. Conta una popolazione di 6 045 abitanti (censimento 2012).